# Niemcza
Niemcza (niem. Nimptsch) – miasto w województwie dolnośląskim, w powiecie dzierżoniowskim, siedziba władz gminy miejsko-wiejskiej Niemcza. Położone nad rzeką Ślęzą, na obszarze Wzgórz Niemczańsko-Strzelińskich. Historycznie leży na Dolnym Śląsku. W latach 1975–1998 miasto administracyjnie należało do woj. wałbrzyskiego.
Według danych GUS z 1 stycznia 2023 r. miasto liczyło 2723 mieszkańców (751. miejsce w kraju).
Obecnie jest to ośrodek usługowy regionu turystycznego. Istnieją tu niewielkie zakłady przemysłu maszynowego, odzieżowego, drzewnego, dziewiarskiego i spożywczego.

## Toponimia
Nazwa miasta, nadana przez Słowian, przybyłych na Śląsk w VI wieku n.e., wywodzi się prawdopodobnie od prasłowiańskiego słowa '*nemьcь' (niemy), Nazywano tak ludzi niewładających językiem Słowian, obcych. Już od końca IX w. wyraz ten z pewnością odnosił się do germańskich sąsiadów plemion zachodniosłowiańskich. Najstarsze zapisy nazwy grodu: 990, 1125, 1177 Nemci, 1018, 1155 Nemechi, należy odczytywać jako Niemcy. To stara nazwa etniczna, typowa m.in. dla tzw. osad jenieckich (tak jak Czechy, Węgry, Pomorzany). Ponieważ nazwa została zanotowana w zaginionym Roczniku Praskim jako nazwa istniejącego już i znanego grodu pod datą 990, jej powstanie należy łączyć z okresem władztwa wielkomorawskiego i czeskiego, a więc z okresem od schyłku IX w. do roku 989. Według wzmianki z kroniki Thietmara z Merseburga nazwa grodu pochodzi od Niemców, którzy mieli gród założyć czy zbudować. Można to interpretować tak, że wzięci do niewoli przez Czechów czy Morawian Niemcy – rzemieślnicy, cieśle i in. wykonywali prace przy budowie grodu. Takie podania znane były dawniej w samej Niemczy.
W dokumencie łacińskim z 1290 pojawia się określenie ziemi niemczańskiej in territorio Nympczensi, które zawiera w sobie nowszą postać nazwy grodu, można ją rekonstruować jako Niemcz lub Niemcza. (polską nazwę Niemcz wymienił w książce „Krótki rys jeografii Szląska dla nauki początkowej” wydanej w Głogówku w 1847 śląski pisarz Józef Lompa. Słownik geograficzny Królestwa Polskiego podaje polską nazwę w formie Niemcz oraz zgermanizowaną Nimptsch.). Formy te stały się podstawą dla nazwy niemieckiej Nimptsch oraz nazwiska von Nimpsch, von Nimtsch odnoszącego się do rycerskiego, potem pańskiego i hrabiowskiego rodu wywodzącego się ze Starej Niemczy. W roku 1613 śląski regionalista i historyk Mikołaj Henel z Prudnika wymienił miejscowość w swoim dziele o geografii Śląska pt. Silesiographia podając jej łacińską nazwę: Nimitium.
Obecna nazwa została administracyjnie zatwierdzona 7 maja 1946.

## Archeologia
Na cmentarzysku wczesnośredniowiecznym w Niemczy odkryto grupowe rodzinne pochówki szkieletowe zaopatrzone w naczynia gliniane, ozdoby i monety nie łączące się w żaden sposób z obecnością chrześcijan, odmienny obrządek pogrzebowy z VII-X wieku manifestuje na tych ziemiach odrębność religijną jeszcze przed przyjęciem chrztu przez Mieszka I

## Historia

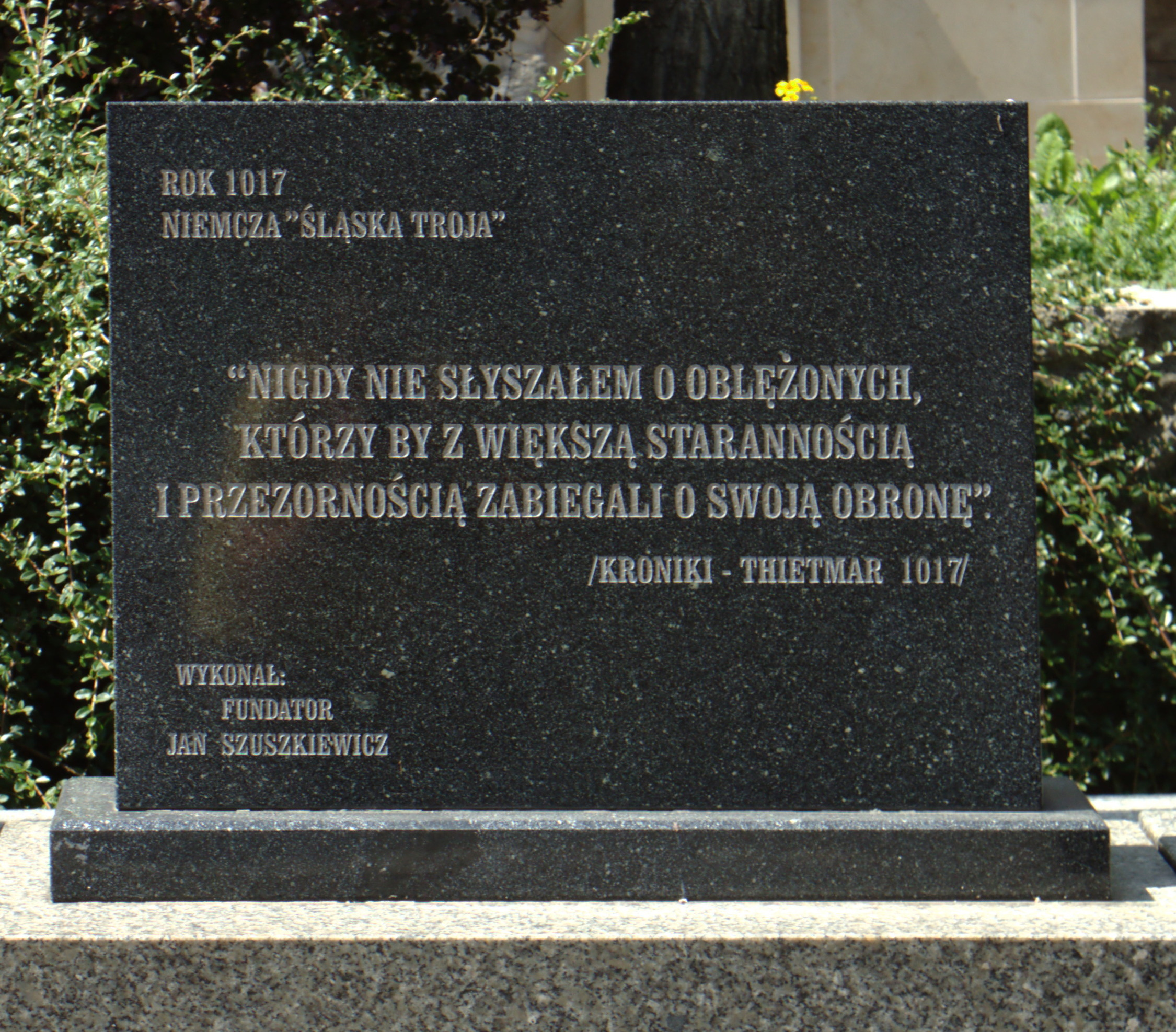
Tablica upamiętniająca obronę Niemczy w 1017

- przełom IX i X wieku – wg znalezisk archeologicznych istnieje tu grodzisko kulturowo bliskie Wielkim Morawom, pochówki świadczą o możliwej chrystianizacji, znaleziono też relikty kamiennego kościoła, prawdopodobnie z końca IX w.
- 990 – zdobycie przez Mieszka I Niemczy wraz ze Śląskiem kosztem państwa czeskiego; kronikarz czeski Mnich Sazawski napisał wtedy: Nemci perdita est, tj. Niemcza została utracona[14]
- 1017 – szeroko znana z racji obrony Niemczy, kiedy to za panowania Bolesława Chrobrego odparto najazd zbrojny cesarza Henryka II wspomagany przez oddziały czeskie i lutyckie – bardzo szczegółowo fakt ten opisał niemiecki kronikarz Thietmar
- 1155 – papież Hadrian IV wymienia Niemczę jako jeden z grodów kasztelańskich należących do biskupstwa wrocławskiego
- 1213–1216 – na zamku w Niemczy przebywa Jadwiga, księżniczka pochodząca ze starego arystokratycznego rodu Andechs-Meran, żona Henryka Brodatego i matka Henryka Pobożnego, późniejsza święta, patronka Śląska, fundatorka kościołów w Niemczy; zamek ten do czasów przedwojennych znany był jako „Zamek Jadwigi”
- 1244 – w kościele św. Wojciecha w Starej Niemczy podpisany zostaje dokument wydany przez księcia Bolesława Rogatkę dotyczący budowy katedry we Wrocławiu wraz z otrzymanymi przywilejami na tę okoliczność; w tym ważnym wydarzeniu uczestniczył biskup Tomasz z Wrocławia i pięciu kasztelanów; kopię tego dokumentu przechowuje Archiwum Archidiecezjalnym we Wrocławiu
- 1282 – Niemcza otrzymuje prawa miejskie z rąk Henryka IV Probusa, istnieje jednakże duże prawdopodobieństwo, że Niemcza mogła posiadać je już wcześniej
- 1288 – na zamku niemczańskim zostaje wzniesiona kaplica
- 1295 – budowa nowych fortyfikacji, przebudowa zamku i murów obronnych, które zaopatrzone są w dwie bramy i cztery furty – ówczesny stan zachował się do dziś
- 1329 – wraz z hołdem lennym złożonym we Wrocławiu przez ks. legnickiego, Bolesława III Rozrzutnego, Niemcza przechodzi pod zwierzchnictwo korony czeskiej
- 1331 – Niemcza odpiera skutecznie ataki wojsk króla czeskiego Jana Luksemburskiego, który oblegał miasto; obrona ta uniemożliwiła połączenie się wojsk Jana Luksemburskiego z wojskami krzyżackimi, co z kolei przyczyniło się do zwycięstwa króla Władysława Łokietka w wojnie z Krzyżakami
- 1393–1675 – Niemcza jest własnością książąt legnicko-brzeskich
- 1419–1430 – Niemcza jest ostoją ruchu husyckiego na Śląsku; po poddaniu się grodu zostają zburzone mury obronne
- 1585 – przebudowa średniowiecznego zamku na styl renesansowy
- 1635 – w Niemczy urodził się poeta barokowy, późniejszy syndyk Wrocławia, Daniel Casper von Lohenstein; jedna z jego posiadłości, pałac w Kietlinie jest do dziś dobrze zachowana
- 21 września 1675 – umiera bezpotomnie w wieku 15 lat ostatni potomek dynastii Piastów Śląskich – Jerzy Wilhelm, władca Niemczy; miasto przechodzi na okres prawie 70 lat pod bezpośrednie panowanie Królestwa Czeskiego
- 1742 – po pokoju wrocławskim Niemcza przechodzi z resztą Śląska w skład państwa pruskiego
- 1790 – w Niemczy przebywa Johann Wolfgang von Goethe, słynny poeta niemiecki zaprzyjaźniony z Adamem Mickiewiczem – m.in. w restauracji „Rycerskiej” (dziś „Łabędź”), co upamiętnia miedziana tablica
- 1871 – Niemcza częścią zjednoczonych Niemiec.
- W czasie II wojny światowej w miejscowości znajdowała się filia niemieckiego obozu koncentracyjnego Groß-Rosen[15].
- 1945:
  - styczeń – zbliżanie się Armii Czerwonej spowodowało ucieczkę i ewakuację ludności niemieckiej z terenów Pomorza i Śląska[16] zarządzonej przez władze niemieckie bez przygotowania[17]; z tego powodu wielu ludzi zginęło – bądź to w wyniku działań frontowych, bądź wskutek wysokich mrozów[18]
  - 9 maja – Niemcza zostaje zajęta przez wojska radzieckie
  - włączenie miasta wraz z Dolnym Śląskiem do państwa polskiego
  - zaczęli przybywać Polacy z obszarów, które po konferencji jałtańskiej znalazły się poza nową wschodnią granicą Polski; Polaków tych wysiedlano na podstawie narzuconych przez rząd ZSRR umów, które podpisał marionetkowy i podporządkowany Stalinowi Polski Komitet Wyzwolenia Narodowego (PKWN)[18]
  - początek wysiedlenia niewielu pozostałych jeszcze po zimowej ucieczce i ewakuacji dotychczasowych mieszkańców miasta do Niemiec; przybywają emigranci z Kresów Wschodnich
  - napływ uciekinierów z Grecji; niemal do końca lat 90. XX w. Grecy stanowili znaczącą część mieszkańców Niemczy – m.in. w latach 70. i 80. XX w. dysponowali własną szkołą podstawową
- 1996 – obchody 700-lecia kościoła w Niemczy
- lipiec 1997 – wielka powódź, która swoim zasięgiem objęła również Gminę Niemcza, m.in. zalany został stadion miejski
- 20 marca 1998 – podpisanie układu o partnerstwie z niemieckim miastem Gladenbach, leżącym w północnej Hesji.
- 23 października 2008 – podpisanie układu o partnerstwie z czeskim miastem Letohrad[19].
- 22 maja 2009 – podpisanie układu o partnerstwie z francuskim miastem Monteux[20].

## Demografia
Piramida wieku mieszkańców Niemczy w 2014 roku.

## Zabytki[8][22]

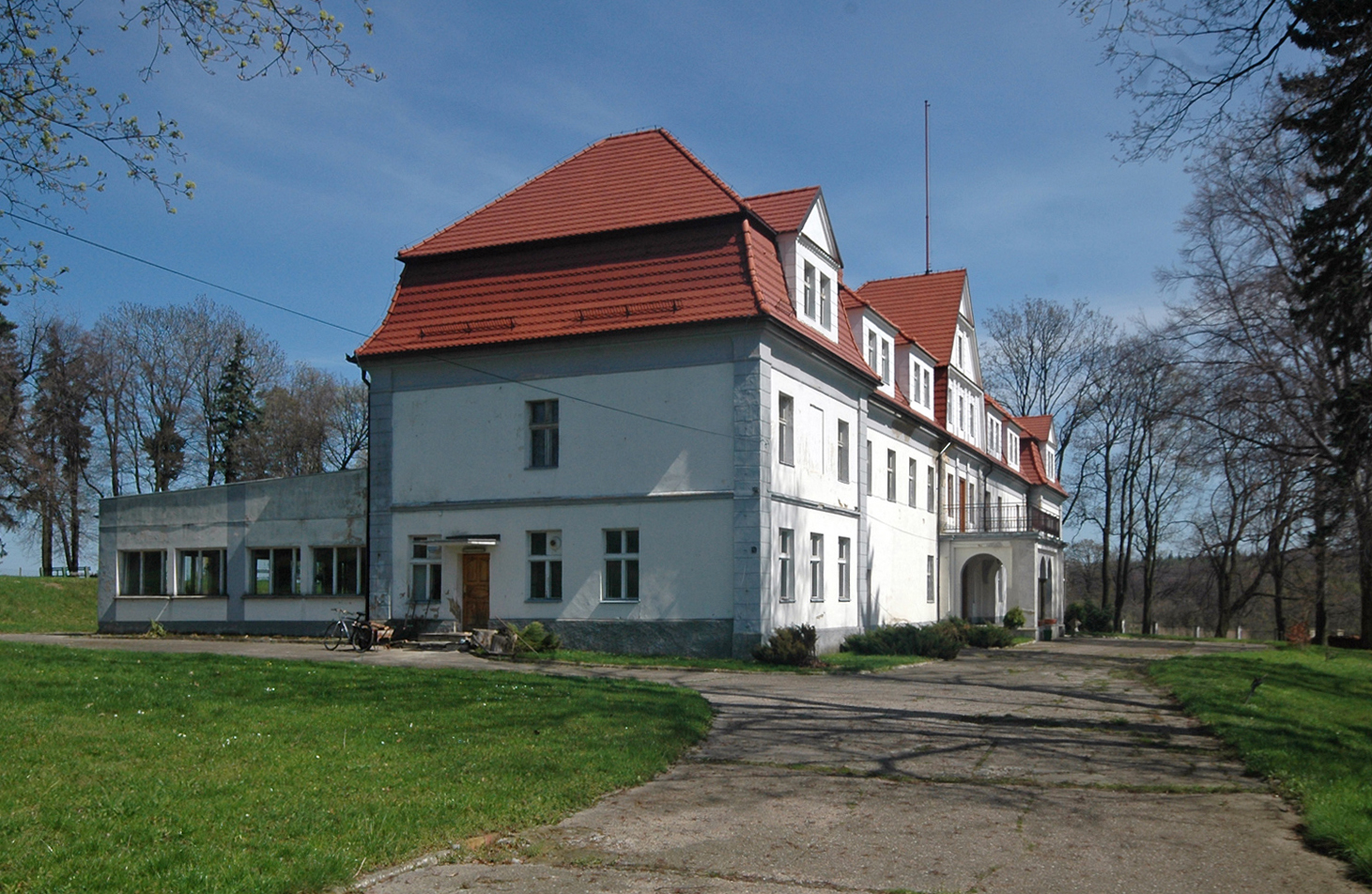
Pałac w Niemczy Piotrkówku

Do wojewódzkiego rejestru zabytków wpisane są obiekty:
- ośrodek historyczny miasta z rynkiem o wydłużonym, wrzecionowatym kształcie
- zamek, gotycko–renesansowy z końca XVI–XIX w., ul. Królowej Jadwigi 6
- pałac w Piotrkówku
- kościół ewangelicki pw. św. Jerzego, ob. nieczynny, ul. Gumińska, z 1612 r., przebudowany w 1888 r.
- mury obronne, z XV w., fragmenty kamiennych fortyfikacji
- baszta Bramy Górnej, ul. Bolesława Chrobrego 3, z XVI w., przebudowana w 1936 r.
- ratusz neoromański z lat 1853–1862, Rynek 10
- kamienica, ul. Królowej Jadwigi 1, z 1870 r.
- plebania, pl. Mieszka I 6, z 1840 r., przebudowana w 1900 r.
- dom, ul. Piastowska 13, po 1870 r.
- kamienica, Rynek 5, z XVI w., przebudowana w 1861 r.
- kamienica, Rynek 6, z XVI w., przebudowana po 1860 r.
- dom, Rynek 8, po 1860 r.
- kamienica, Rynek 9, z XVI w., przebudowana po 1860 r.
- dom, Rynek 16, z XVIII w., przebudowany w XIX/XX w. (dec. pl. Wolności)
- dom, Rynek 14, z 1865 r.
- kamienica, Rynek 15, z 1865 r.
- hotel, ob. dom, Rynek 17, z 1860 r., przebudowany w 1945 r.
- dom, Rynek 18, po 1860 r.
- dom, Rynek 19, po 1860 r.
- dom, Rynek 20, po 1860 r.
- dom, Rynek 24, z ok. 1700 r., przebudowany w początku XX w.
- dom, Rynek 25, z 1800 r., przebudowany w początku XX w.
- dom, Rynek 31, z 1887 r.
- dom, Rynek 33, z XVIII w., przebudowany w XIX/XX w.,(dec. pl. Wolności)
- dom, Rynek 34, z połowy XVIII w., przebudowany po 1920 r.
- dom, Rynek 35, z początku XIX w., przebudowany w XIX/XX w. (dec. pl. Wolności)
- dom, Rynek 37, z XVI w., przebudowany w latach 1730–1740
- dom, Rynek 38, z XVIII w., przebudowany po 1920 r.
- dom, Rynek 49, z 1870 r.
- dom, pl. Stary 1, z początku XIX w.

inne zabytki:
- kościół pw. Niepokalanego Poczęcia Najświętszej Maryi Panny z 1865 roku, z 60-metrową wieżą
- kościół pw. św. Wojciecha z 1612 roku

### Dawne
- kościół św. Jadwigi

## Transport

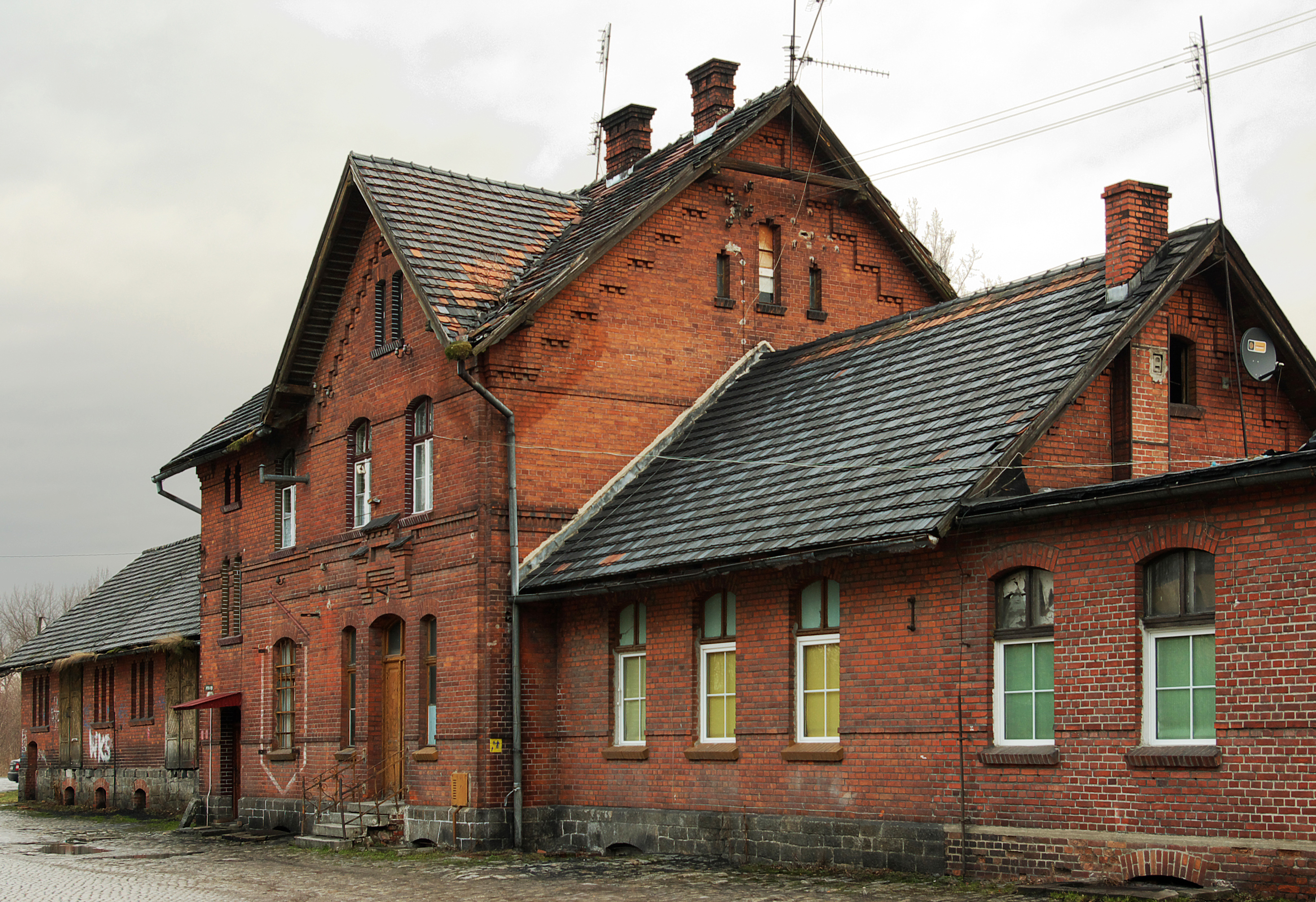
Stacja kolejowa

Międzynarodowa trasa E67 (DK8) Wilno – Praga przebiega w granicach administracyjnych miasta, ale faktycznie jest traktowana jako jego obwodnica, gdyż nie przecina terenów zamieszkanych. Ponadto istnieją pozostałości linii kolejowej Kobierzyce – Piława Górna, wybudowanej w 1884. Odcinek do Kobierzyc zamknięto w 1995, a 5 lat później odcinek do Piławy Górnej (od 2006 cała linia kolejowa jest nieprzejezdna).
Według stanu na luty 2018 r. miejscowość jest objęta siecią publicznej komunikacji autobusowej funkcjonującej na obszarze powiatu dzierżoniowskiego, organizowanej przez Zarząd Komunikacji Miejskiej w Bielawie.
W lutym 2023 do Niemczy dotarły 4 elektryczne minibusy firmy «Automet», które mają posłużyć do utworzenia komunikacji zbiorowej.

## Rozrywka[26]
- cykliczne Dni Niemczy, odbywające się na rynku w połowie maja
- PAF – Ogólnopolski Przegląd Amatorskich Filmów o zabytkowych miastach
- ogólnopolskie zawody w staniu na materacu dmuchanym umieszczonym na wodzie
- imprezy okolicznościowe oraz czasowe wystawy i galerie
- nieWagary z Marzanną
- Dzień Otwarty Szkół Niemczańskich
- Festyn Parafialny organizowany od 2008 roku przez ks. Tadeusza Pitę

## Muzeum
Muzeum w Niemczy (Nimptscher Heimatmuseum) założono w 1926 roku. Po przejęciu miasta przez Polaków działało jeszcze do 1951, po czym zostało zlikwidowane, a jego zbiory przekazano muzeum w Ziębicach. Obecnie działa Stowarzyszenie Muzeum Ziemi Niemczańskiej, prowadzące Wirtualne Muzeum Ziemi Niemczańskiej; jedynym fizycznie istniejącym działem Muzeum jest Piernikarnia Śląska.

## Współpraca międzynarodowa
Miasta partnerskie:
- Gladenbach
- Letohrad
- Monteux

## Szlaki turystyczne
droga Szklary-Samborowice – Jagielno – Przeworno – Gromnik – Biały Kościół – Nieszkowice – Czerwieniec – Żelowice – Błotnica – Piotrkówek – Ostra Góra – Niemcza – Tatarski Okop – Dolina Piekielnego Potoku – Gilów – Piława Dolna – Owiesno – Góra Parkowa – Bielawa – Kalenica – Nowa Ruda – Tłumaczów – Radków – Pasterka – Karłów – Skalne Grzyby – Batorów – Duszniki-Zdrój – Szczytna – Zamek Leśna – Polanica-Zdrój – Bystrzyca Kłodzka – Igliczna – Międzygórze – Przełęcz Puchacza
 Jordanów Śląski – Glinica – Janówek – Sokolniki – Łagiewniki – Przystronie – Jasinek – Niemcza – Stasin – Starzec – Strachów – Żelowice